# RK Elektra Osijek
Rukometni klub Elektra (RK Elektra; Elektra; Elektra Osijek) je bio muški rukometni klub iz Osijeka, Osječko-baranjska županija. 

## O klubu
"Elektra" je osnovana 1960. godine kao Rukometna sekcija Fiskulturnog društva "Elektra" (FD "Elektra" je kasnije postala SD "Elektra"), te je od te godine počela s natjecanjem u Slavonskoj podsaveznoj ligi, odnosno Slavonskoj ligi, a od 1967./68. u Slavonskoj zoni. 
 Pri klubu također djeluje i ženska ekipa.  Gradski supparnici "Elekre" su bile momčadi "Grafičara" i "Metalca".  
 U sezoni 1969./70. natjecali su se u Slavonkoj rukometnoj regiji. 
 1974. godine bivši rukometaši "Elektre" i "Metalca" su osnovali RK "Osijek", koji se natjecao u Općinskoj rukometnoj ligi Zajednice općina Osijek. Taj se klub ugasio 1982. godine. Bivši rukometaši "Elektre" su 1980. godine osnovali i RK "Veteran-Elektra".  

"Elektra" u sezoni 1983./84. osvaja Slavonsku regionalnu ligu - Sjever, osvajaju drugo mjesto na Prvenstvu Hrvatske, te se plasira u Hrvatsku ligu - Istok. U sezoni 1985./86. osvajaju 3. mjesto u Jedinstvenoj Hrvatskoj ligi. U sezoni 1990./91. osvajaju prvo mjesto u Hrvatskoj ligi - Istok. 
 
Zbog Domovinskog rata i osamostaljenja Hrvatske prvenstvena natjecanja su počela u proljeće 1992. godine. "Elektra" se natjecala u 1. B HRL, a zbog proširenja lige u sezoni 1992./93. se natjecala u 1.A HRL, u kojoj osvaja 11. mjesto i ispada iz lige. 
 Uoči sezone 1993./94. "Elektra" i "Metalac OLT" su se ujedinili u novi klub naziva RK "Osijek" i počinje s natjecanjem u 1. B ligi. Kasnije novi klub mijenja naziv u "Osijek 93". 

## Uspjesi
Hrvatska liga - Istok
- prvak: 1990./91.

## Unutrašnje poveznice
- RK Osijek
- RK Metalac OLT Osijek
- NK Elektra Osijek